# Häjkån, mera bäjkån
Häjkån, mera bäjkån är ett barnalbum av Häjkån Bäjkån band från 1990. Albumet vann en Grammis 1990 som årets barnalbum.

## Låtlista
1. Bäjkån signatur
2. Hej vädret
3. Långt nere i dala
4. Här växer paddfot
5. Boeves palm
6. Trädgårdsmästaren / Klippe klippe gräsmattan
7. Jag är som jag är
8. Djurvisan
9. Ko över Sarek
10. Hostkören
11. Ljudlåten
12. Mors lilla Olle
13. Bäjkån signatur
14. Ja änte flöttar jag te sjöss
15. Fiskarens villkor
16. Vägen till Ransäter
17. Här är vi
18. Hur jorden kom till
19. Urminnes hävd
20. En trädsång
21. Fyra år
22. God natt